# Ловушка ликвидности
Ловушка ликвидности — макроэкономическая ситуация в кейнсианской теории, когда монетарные власти не имеют инструментов для стимулирования экономики ни через понижение процентных ставок, ни через увеличение денежного предложения. Кейнсианцы утверждают, что ловушка ликвидности обычно возникает, когда ожидания негативных событий (дефляции, слабого совокупного спроса, гражданской или мировой войны) заставляют людей увеличивать их предпочтение ликвидности.

## Определение
В данной макроэкономической ситуации реальные процентные ставки не могут быть уменьшены ещё ниже любыми действиями монетарных властей из-за ожиданий падения цен. Если ожидается, что общий ценовой уровень будет падать, все предпочитают держать наличные деньги, поскольку это приводит к увеличению реального выигрыша, равного уровню дефляции. Реальная ставка процента не может быть снижена ниже уровня, при котором номинальная процентная ставка равна нулю, независимо от увеличения денежного предложения. Таким образом, монетарные власти оказываются неспособными стимулировать инвестиции уменьшением реальных процентных ставок.

## Развитие концепции
Первоначальная концепция ловушки ликвидности относилась к ситуации, когда дополнительный впрыск денег в экономику не приводил к понижению процентных ставок. Эта ситуация может быть проиллюстрирована с помощью кривой денежного спроса. Спрос на деньги становится совершенно эластичным (то есть будет представлять собой горизонтальную линию). Согласно узкой версии кейнсианской теории, когда монетарные власти влияют на экономику только через процентные ставки, в ситуации ловушки ликвидности увеличение предложения денег не способно дальше снизить ставки, и поэтому не способно стимулировать экономику.
В ходе кейнсианской революции в 1930-40 годах разные неоклассические экономисты пытались найти слабые места в концепции ловушки ликвидности определяя условия, в которых экспансивная монетарная политика приводила бы к росту экономики, даже если процентные ставки невозможно снизить. Дон Патинкин и Ллойд Метцлер обнаружили существование «эффекта Пигу», названного в честь английского экономиста Артура Сесил Пигу, согласно которому реальная денежная масса является элементом функции совокупного спроса на товары, так что денежная масса имеет прямой эффект на кривую IS (инвестиции — сбережения) в модели IS-LM. Таким образом монетарная политика оказывается способной стимулировать рост экономики даже при наличии ловушки ликвидности.
Неоклассические экономисты утверждают, что даже в ловушке ликвидности, экспансивная монетарная политика может стимулировать экономику через прямой эффект возросшей денежной массы на совокупный спрос. Это было главной надеждой Банка Японии в 1990-е годы, когда он предпринял количественное смягчение. Аналогично, это стало надеждой для центральных банков США и Европы, когда они начали проводить количественное смягчение в 2008—2014 годах.
С монетаристской точки зрения количественное смягчение в первую очередь было направлено на удержание денежного предложения на предкризисном уровне, поскольку увеличение рисков в ходе кризиса привело к снижению денежного мультипликатора и денежной массы, соответствующей предкризисному уровню ВВП. В противном случае снижение денежной массы могло вызвать рецессию и снижение ВВП. А задача стимулирования роста экономики увеличением денежного предложения даже не ставилась.